# Municipio de Paso de los Toros
El Municipio de Paso de los Toros es uno de los municipios del departamento de Tacuarembó, Uruguay. Tiene como sede la ciudad de Paso de los Toros.

## Ubicación
El municipio se encuentra localizado en la zona suroeste del departamento de Tacuarembó, al norte del río Negro y al este del arroyo Salsipuedes Grande. 

## Características
El municipio de Paso de los Toros fue creado por Ley N.º 18.653 del 15 de marzo de 2010, y forma parte del departamento de Tacuarembó. De acuerdo con el acta N.º 1/2010 de la Junta Departamental de Tacuarembó este municipio se creó sobre la base de la antigua Junta Local Autónoma de Paso de los Toros, la cual fue sustituida por el actual municipio. A este municipio le fue adjudicada la serie electoral TDF del departamento de Tacuarembó, sin embargo no fue hasta 2013 que se ratificaron de forma oficial sus límites.

## Territorio y demografía
El territorio correspondiente a este municipio comprende un área total de 560,3 km², y alberga una población de 13232 habitantes de acuerdo con datos del censo del año 2011, lo que implica una densidad de población de 23,6 hab/km².

### Límites
De acuerdo con el Oficio N.º 195/13 de la Corte Electoral, los límites que corresponden a este municipio son:
- Al norte: arroyo Pororó desde su desembocadura en el arroyo Salsipuedes Grande hasta sus nacientes en cuchilla de Peralta, y por ésta hasta las nacientes del arroyo de las Ánimas.
- Al este: arroyo de las Ánimas desde sus nacientes hasta su desembocadura en el lago Rincón del Bonete.
- Al sur: lago del Rincón del Bonete desde la desembocadura del arroyo de las Ánimas hasta la desembocadura del arroyo Salsipuedes Grande.
- Al oeste: arroyo Salsipuedes Grande desde su desembocadura en el río Negro.

### Localidades
Forman parte del municipio las siguientes localidades:
- Paso de los Toros (sede)
- Rincón del Bonete
- Chamberlain

## Autoridades
La autoridad del municipio es el Concejo Municipal, compuesto por el Alcalde y cuatro Concejales.
Alcaldes según período:
| Nº | Alcalde                      | Partido             | Inicio del mandato      | Fin del mandato         | Observaciones     | Concejales |
| -- | ---------------------------- | ------------------- | ----------------------- | ----------------------- | ----------------- | --- |
| 1  | Juan José López Sánchez      | Partido Nacional PN | 9 de julio de 2010      | 8 de julio de 2015      | Alcalde elegido   | |
| 2  | Juan José López Sánchez      | Partido Nacional PN | 9 de julio de 2015      | 26 de noviembre de 2020 | Alcalde reelegido | Jorge Ariel Urcelay (PN) Luis Irigoin (PN) José Luis Langorta (FA) Walter Sánchez (FA)                           |
| 3  | Carlos Luis Irigoin Pardiñas | Partido Nacional PN | 27 de noviembre de 2020 | 2025                    | Alcalde elegido   | Yamandú Bálsamo sustituido por Gustavo Amarillo (PN) Jorge Urselay (PN) Walter Sánchez (FA) Rolando Sánchez (CA) |